# La Almohalla
La Almohalla es una localidad española del municipio de Piedrahíta, perteneciente a la provincia de Ávila, en la comunidad autónoma de Castilla y León.

## Historia
Hacia mediados del siglo XIX, el lugar era mencionado en el Diccionario geográfico-estadístico-histórico de España y sus posesiones de Ultramar de Pascual Madoz como uno de los arrabales de Piedrahíta.
En 2023 tenía empadronados 17 habitantes.